# Trochoguembelitria
Trochoguembelitria es un género de foraminífero planctónico de la familia Guembelitriidae, de la superfamilia Heterohelicoidea, del suborden Globigerinina y del orden Globigerinida. Su especie tipo es Guembelitria? alabamensis. Su rango cronoestratigráfico abarca el Daniense inferior (Paleoceno inferior).

## Descripción
Trochoguembelitria incluía especies con conchas trocoespiraladas, inicialmente triseriadas, de forma globigeriforme a discoidal-globular; sus cámaras eran subesféricas; sus suturas intercamerales eran incididas; su contorno ecuatorial era subcuadrado a redondeado, y lobulado; su periferia era redondeada; su abertura principal era interiomarginal, umbilical a umbilical-extraumbilical, con forma de arco asimétrico, y bordeada por un labio; presentaban pared calcítica hialina, microperforada, y superficie pustulada o rugosa (muricada), con poros en túmulo y rugosidades perforadas.

## Discusión
El género Trochoguembelitria no ha tenido mucha difusión entre los especialistas. Algunos autores incluyen dentro Parvularugoglobigerina las especies que posteriormente fueron agrupadas en Trochoguembelitria. Según estos autores, Parvularugoglobigerina presenta pared con poros en túmulo, razón por la cual la incluyen junto con Guembelitria dentro de los guembelítridos. Sin embargo, la especie tipo de Parvularugoglobigerina (Parvularugoglobigerina eugubina) presenta pared lisa o finamente pustulosa (granulada), razón por la cual ha sido incluido en la familia Globanomalinidae. Otros autores han retomado el género Postrugoglobigerina para darle el mismo sentido taxonómico dado a Trochoguembelitria, lo que dejaría a este último como un sinónimo posterior. La descripción original de Postrugoglobigerina avala esta posición, ya que fue descrita con pared pústulada y poros en túmulo (pústulas perforadas). Sin embargo, Postrugoglobigerina y sus especies fueron deficientemente descritos y figurados, y, además, todo el material tipo de Postrugoglobigerina, incluyendo el holotipo de su especie tipo, se ha perdido, por lo que deben ser considerados nomen nudum y nomen dubium. Clasificaciones posteriores incluirían Trochoguembelitria en la familia Globoconusidae, de la superfamilia  Globoconusoidea, del orden Heterohelicida.

## Paleoecología
Trochoguembelitria, como Guembelitria, probablemente incluía especies con un modo de vida planctónico, de distribución latitudinal cosmopolita, preferentemente tropical-subtropical, y habitantes pelágicos de aguas superficiales (medios nerítico y epipelágico).

## Clasificación
Trochoguembelitria incluye a las siguientes especies:
- Trochoguembelitria alabamensis †
- Trochoguembelitria extensa †
- Trochoguembelitria liuae †
- Trochoguembelitria olssoni †